# 10052 Nason
10052 Nason eller 1987 SM12 är en asteroid i huvudbältet som upptäcktes den 16 september 1987 av den belgiske astronomen Henri Debehogne vid La Silla-observatoriet. Den är uppkallad efter Jymme Curtis Nason.
Den har en diameter på ungefär 6 kilometer och den tillhör asteroidgruppen Koronis.